# Ielizaveta Deméntieva
Ielizaveta Deméntieva   (óblast de  Polèsia, 15 de novembre de 1928 - Sant Petersburg, 27 de juliol de 2022), nascuda Kislova, és una piragüista d'aigües tranquil·les belarussa, ja retirada, que va competir durant les dècades de 1950 i 1960.
El 1956 va prendre part en els Jocs Olímpics d'Estiu de Melbourne, on guanyà la medalla de bronze en la prova del K-1, 500 metres del programa de piragüisme, per davant de Therese Zenz i Tove Søby.
En el seu palmarès també destaquen una medalla d'or i una de plata al Campionat del Món de piragüisme en aigües tranquil·les de 1958. Guanyà cinc medalles al Campionat d'Europa, tres d'or i dues de plata entre 1957 i 1963. També guanyà els campionats soviètics de 1956, 1957, 1958 i 1960.